# BRUM
BRUM (Bloque Reformista Universitario en Marcha) es una organización estudiantil de la Facultad de Derecho de la Universidad de la República - Uruguay. Defiende la apertura y el carácter público y laico de la Universidad, además de defender la modernización permanente del modelo educativo en la Facultad de Derecho y la reducción de desigualdades entre los estudiantes de Montevideo y del interior.
BRUM fue formada en 2016 y lleva adelante una ideología reformista. Es cercana a agrupaciones estudiantiles de cuño reformista de otras Facultades; tales como el Centro Estudiantil Reformista (CER) de la Facultad de Medicina, la Agrupación Reformista Estudiantil del Nuevo Accionar (ARENA) de la Facultad de Ciencias Sociales y el Foro Universitario de la Facultad de Derecho de Salto.
El nombre de la agrupación es en honor al personaje histórico que sirvió como inspiración y máximo referente; el Dr. Baltasar Brum. Abogado, diplomático y político uruguayo de larga trayectoria, siendo, entre muchos más cargos, el 23° Presidente Constitucional de Uruguay. Además de ser un impulsor del cogobierno de la Universidad y mártir de la democracia.